# La pecera de Eva
La pecera de Eva es una serie, producida por Isla Producciones para Telecinco, emitida originalmente entre el 10 de enero de 2010 y el 4 de diciembre de 2011.

## Historia
Desde el domingo 10 de enero de 2010 hasta el domingo 7 de febrero de 2010 se estuvo emitiendo cada domingo a las 21:45 en Telecinco pero desde el 14 de febrero de 2010 se emitió exclusivamente para LaSiete en el mismo horario siendo una de las principales apuestas de producción propia de este canal, dirigido especialmente al público joven.
Desde el 5 de abril de 2010 se empezó a emitir a diario en LaSiete de lunes a viernes a las 22:15 ante la buena acogida del público juvenil. Sus más de 150.000 seguidores en Facebook (mayo de 2012), sus cerca de 8.000 seguidores en Twitter (mayo de 2012), el registro de más de un millón de descargas de vídeos de la página web oficial o un total de 4.300.000 de visitas son algunas de las cifras que corroboran este éxito.
La serie en España ha sido emitida en Telecinco, Factoría de Ficción, LaSiete y se remitió en Nueve los fines de semana a las 10.00h con muy buenos datos de audiencia 1,4%.
En la segunda temporada se incorpora Alfonso Bassave como Pep, becario de Eva y con el que se reparte los pacientes, surgiendo entre ellos dos una relación bastante tensa. También llegan nuevos pacientes, además de dejar de aparecer Martín, ya que su caso se soluciona en la primera temporada.
A principios de mayo de 2010, Alexandra Jiménez confirmó que la serie había firmado por dos temporadas más, haciendo un total de tres temporadas. El 15 de junio del 2010 se confirma que la tercera temporada tendrá 65 nuevos capítulos, además que habrá una cuarta de otros 65.
A partir del 20 de septiembre del 2010 se emitió de lunes a viernes a las 20:00 en LaSiete. El 18 de octubre vuelve a cambiar su horario a las 18:30, debido al inicio de la duodécima edición de Gran Hermano.
Desde el comienzo de la 4.ª temporada, en 2011, se pensaba emitir en Cuatro pero, sin hueco alguno, Mediaset España decidió seguir echando reposiciones, en su canal femenino Divinity.
A comienzos de septiembre, se decidió que Factoría de Ficción, estrenaría la 4.ª temporada. La serie se estrenó el 17 de septiembre de 2011 en horario de sobremesa.
La cuarta temporada se estrenó con 227.000 espectadores y un 1,8% de cuota de pantalla, que correspondía a 1,4 puntos menos en la cuota diaria de FDF. 
, Finalmente la serie se despidió de los espectadores el 4 de diciembre de 2011 a causa de una bajada de audiencia.
Desde sábado 12 de enero de 2013 se remitió la serie íntegramente sábados y domingos a las 10:00 horas en Nueve con muy buenos datos de audiencia 1,4%. (4 capítulos por fin de semana, los 247 capítulos)
Aunque cada temporada contaba con 65 episodios, realmente sólo 52 de cada una contaban con una trama sucesiva. Los capítulos que eran múltiplos de 5 (el 5, el 10, el 15...) de cada temporada servían a modo de repaso de lo que había sucedido en los últimos cuatro. Con todo, en el cómputo oficial sí salían al aire 65 en cada temporada, aunque realmente solo fueran 52 reales.
El 6 de septiembre del 2012, en el episodio 1x07 de la serie Frágiles los actores Alexandra Jiménez, Marta Poveda y Antonio Muñoz de Mesa retoman sus papeles de Eva, la López y César. Descubrimos que la López y César están comprometidos, y que Eva dejó el instituto.

## Argumento
La psicóloga del instituto intenta ayudar a los estudiantes a lidiar con los problemas de sus vidas mientras lidia contra su propia existencia complicada. A través de métodos novedosos, curiosos y nada ortodoxos intenta que sus pacientes, todos adolescentes, se den cuenta de sus problemas y se enfrenten a ellos sin que esta situación les produzca miedo, desasosiego o terror.

## Capítulos
| Temporada | Temporada | Episodios | Estreno                  | Final                   | Audiencia media | Audiencia media   |
| Temporada | Temporada | Episodios | Estreno                  | Final                   | Espectadores    | Cuota de pantalla |
| --------- | --------- | --------- | ------------------------ | ----------------------- | --------------- | ----------------- |
|           | 1         | 65        | 10 de enero de 2010      | 23 de mayo de 2010      |                 | 10,1%*            |
|           | 2         | 65        | 24 de mayo de 2010       | 22 de agosto de 2010    |                 | 9,9%*             |
|           | 3         | 65        | 30 de agosto de 2010     | 26 de noviembre de 2010 |                 | 0,7%*             |
|           | 4         | 65        | 17 de septiembre de 2011 | 4 de diciembre de 2011  | 153.000*        | 1,24%*            |
| Total     | Total     | 260       | 10 de enero de 2010      | 4 de diciembre de 2011  |                 |                   |

* Hasta el 18 de septiembre de 2011

## Cuadro de pacientes
| La pecera de Eva | La pecera de Eva    | La pecera de Eva | La pecera de Eva |
| Alumno           | Psicólogo encargado | Temporadas       | Problema a tratar |
| ---------------- | ------------------- | ---------------- | --- |
| Olivia           | Eva y López         | 1, 2, 3, 4       | Promiscuidad, miedo a la soledad |
| Nacho            | Eva                 | 1, 2, 3          | Timidez debido a su tartamudez, tiene mal concepto de «ser sociable», obsesión con su exnovia Olivia                                             |
| Fernando         | Eva                 | 1, 2, 3          | Culpabilidad tras haber matado a su mejor amigo que deriva en soledad y soberbia                                                                 |
| Hugo             | Eva y Pep           | 1, 2, 3, 4       | Masturbación excesiva, inseguridad |
| Leo              | Eva                 | 1, 2             | Actitud desafiante y rebelde frente a la autoridad paterna, pérdida de memoria a corto plazo causada por un accidente                            |
| Esther           | Eva                 | 1, 2             | No aceptación de la realidad del entorno familiar y principio de depresión (intento de suicidio)                                                 |
| Maca             | Eva                 | 1, 2             | Baja autoestima por obesidad mórbida, aversión al contacto                                                                                       |
| Martín           | Eva                 | 1                | No adaptación en España que deriva en marginación y actitud soberbia                                                                             |
| Ari              | Eva y López         | 2, 3             | Problemas derivados de su herencia latina y, más tarde, de su condición homosexual                                                               |
| Carla            | Eva                 | 2                | Obsesión por la imagen que deriva en un inicio de anorexia                                                                                       |
| Jaki             | Pep                 | 2, 3             | Adicción a los videojuegos e inadaptación social                                                                                                 |
| Manu             | Pep                 | 2                | Profunda religiosidad que deriva hacia un rechazo por parte de los demás. Rechazo y timidez frente al sexo opuesto                               |
| Ulises           | Pep y Eva           | 2                | Mal comportamiento causado por superdotación intelectual no diagnosticada                                                                        |
| Javi el Gorras   | Eva                 | 1, 2, 3          | Rebeldía. Falta de respeto por las mujeres cuya causa subyacente es un accidente cerebral que sufrió su madre y que la dejó en estado vegetativo |
| Sonia            | Eva y César         | 3,4              | Actitud violenta y desafiante surgida tras el divorcio de sus padres, maltratos por parte de su novio Rober                                      |
| Rober            | Eva                 | 3,4              | Actitud violenta y desafiante debida a su inseguridad                                                                                            |
| Andrés           | Eva                 | 3                | Inseguridad y sumisión que derivan en rebeldía                                                                                                   |
| Malik            | Eva                 | 3                | Actitud violenta y abusiva frente a cualquier autoridad                                                                                          |
| Taher            | Eva                 | 3,4              | Soledad y falta de adaptación por ser inmigrante de origen marroquí                                                                              |
| Teo              | Eva                 | 3                | Falta de confianza en sí mismo (parte de la clase de diversificación encomendada a Eva)                                                          |
| Big-Bang         | Eva                 | 3,4              | Problemas fraternales derivados de la convivencia                                                                                                |
| Billete          | Eva                 | 3,4              | Problemas fraternales derivados de la convivencia y problemas de autoridad con su madre                                                          |
| Toni             | César               | 3                | Vigorexia que deriva en impotencia sexual |
| Patri            | César               | 3                | No sentirse valorada por su novio |
| Ana              | César               | 3,4              | No aceptación del desarrollo de su cuerpo, trastornos por su cambio de personalidad                                                              |
| Fabián           | César               | 3                | Problemas derivados de su condición homosexual                                                                                                   |
| Bea              | López               | 4                | Falta de confianza e inseguridad, lo que le lleva a exceso de ira y autoridad, viendo a todos como enemigos                                      |
| Andrea           | César               | 4                | Problemas con su madre (bailarina frustrada) que le obliga a ser bailarina                                                                       |
| Poli             | López               | 4                | Inadaptación social, inteligencia por debajo de la media                                                                                         |
| Juan             | César               | 4                | Exceso de autoridad, no valora lo que tiene, derrochando todo el dinero que sus padres le proporcionan                                           |
| Pilar            | César               | 3, 4             | Problemas derivados de su breve relación con Fabián y de la poca autoridad que sus padres ejercen sobre ella                                     |

## Personajes

### Principales
- Alexandra Jiménez es Eva Padrón

Joven treintañera intuitiva, espontánea y muy heterodoxa tanto en su trabajo como en su vida privada que tendrá que hacer frente a un episodio de su pasado que ha tenido consecuencias trascendentales: cuando tenía 15 años, se quedó embarazada de su novio y a su hijo lo dio en adopción, ahora en la actualidad su hijo estudia en el mismo instituto donde ella ejerce como psicóloga. En la segunda temporada podemos ver que ya sabe quién es su hijo. Cuando este lo descubre hace una serie de acciones que acarrearan consecuencia para Eva. Temporada 1-2-3-4
- Ana del Rey es Olivia Gómez

Olivia es una chica promiscua con miedo a la soledad que intentará resolver sus problemas en la consulta de la psicóloga del instituto. Temporada 1-2-3-4
- Javier Sesmilo es Hugo Rojo

Hugo es un chico que pasa desapercibido para todos sus compañeros, hasta que es descubierto masturbándose en clase. A partir de ahí empieza a acudir a la consulta de Eva, descubriéndose así la sobreprotección y agobio que ejerce su padre sobre él. Temporada 1-2-3-4
- María Hervás es Sonia Gómez Luján

Es provocadora, irrespetuosa y violenta. Detrás de esta macarra de manual se esconde una niña que vio cómo sus padres se divorciaban, rehacían sus vidas y a ella solo le quedaba una mochila que cargaba de una casa a otra cada semana. Temporada 3-4
- Ahmed Younoussi es Malik Adil

El chico con el que nadie se mete, al que todos temen, incluidos los profesores. Es el líder. Él es malo de verdad y va a ser quien realmente haga sufrir a Eva. Pero, como todos los malos, Malik también tiene su punto débil, y Eva no va a parar hasta descubrirlo. Temporada 3-4
- Ayoub El Hilali es Taher Adil

Tiene toda la pinta de ser un fanático fundamentalista, y le discriminan por temor, algo que él mismo, sin saberlo, fomenta. Es el hermano pequeño de Malik, pero ambos actúan como si no se conociesen de nada cuando están en el instituto. Temporada 3-4
- Antonio Muñoz de Mesa es César Camacho

El nuevo psicólogo del instituto. Es joven, dulce y algo inseguro. Sus pacientes se llevan muy bien con él: su empatía e ingenio son solo algunas de las grandes dotes que tiene para tratarlos. Pero un día recibe una mala noticia: se acaba de enterar de que es portador del virus del sida. Y le da muchísimo miedo: ¿Qué va a hacer ahora...? Temporada 3-4
- Marta Poveda es Eva López Quintana, la López

Es una macarrilla de vuelta de todo. Ha vivido en 29 años lo que otros viven en 59, así que hay pocas cosas que le puedan asustar. Es una chica dura, poco impresionable y con una respuesta siempre para todo. Tiene un sentido del humor ácido y gamberro que no a todo el mundo le gusta, pero a ella le da exactamente igual. Temporada 3-4
- Susana Abaitua es Ana Celia Pulido Gea

Dura, fría y segura de sí. Parece sin interés en su atractivo físico, como si debajo de todo ese maquillaje y esa ropa negra amplia escondiese un cuerpo con algún defecto. La gente la teme, y ella pone de su parte con esos pinchos que aconsejan «no te acerques». Temporada 3-4
- Rubén Mascato es Fabián Rubio Rojo

Fabián es el primo de Hugo. Llega a mitad de curso desde un pueblo de Extremadura enviado por su padre para que estudie en un buen instituto. Pero Fabián entra con mal pie en la clase, que en seguida le tacha de paleto y pringado, y no le dan ni la más mínima oportunidad de adaptarse. Así, la ya de por sí difícil etapa de integración para Fabián se vuelve imposible. Temporada 3-4
- Beatriz Pascual es Bea

Una delegada de clase con un exceso de compromiso en sus funciones. La López conocerá a Bea en un mal día para la joven: sus compañeros le han llenado el pelo de chicle. Es la delegada de clase y debería gozar del apoyo de sus compañeros en la toma de decisiones, pero su actitud insoportable, controladora, conspiradora y confidente de los profesores le han llevado a aislarse del resto de los alumnos de su aula y de todo el instituto. Temporada 4
- Sergio Parralejo es Rober

Un atractivo joven lleno de inseguridades. Rober es un chico guapo y popular, simpático, divertido y amigo y novio ideal. Los cimientos de su personalidad se tambalean cuando conoce a Sonia y la fuerte personalidad de la joven provoca que surjan en el joven una serie de inseguridades emocionales que sorprenderán a todos. Temporada 3-4
- Melanie Blanco es Pilar

La exnovia de Fabián. Pilar fue la última novia que Fabián tuvo antes de declarar su homosexualidad, pero ella sigue obsesionada con el joven, y se resiste a asumir que esta relación no tiene futuro. Es más, la joven estaría dispuesta a llegar a donde hiciera falta con tal de recuperar el interés de su ex. Lo que en principio parece una actitud de pura cabezonería, en realidad esconde algo más grave. Temporada 3-4
- Cristina Llorente es Andrea

Una joven bailarina «demasiado» perfecta. Andrea es buena estudiante, disciplinada, excelente bailarina, seria, recta en su trabajo, la alumna perfecta para cualquier profesor. Pero tras esta perfección se esconden serios problemas de infelicidad. Temporada 4
- Nacho Montes es Juan

Un adolescente con actitud prepotente por su alto poder adquisitivo. Juan es un chaval con capacidad de liderazgo, desparpajo a raudales y grandes habilidades sociales. Los miembros de su familia pertenecen a lo que podía considerarse «nuevos ricos», y está acostumbrado a disponer de todo el dinero que necesite. De hecho, el dinero ha sido el medio a través del cual ha aprendido a relacionarse con la gente, a solucionar sus problemas: es muy generoso con sus amigos, incluso despilfarrador, pero sus padres no ven ningún problema en este comportamiento. César le pedirá que acuda a su consulta tras chocar el vehículo que conducía el chico contra el del psicólogo. Temporada 4
- Ángel Muñiz es Apolinario «Poli» Villanueva

Un conflictivo joven que enmascara importantes carencias intelectuales. Poli llega al Unamuno tras repetir curso en tres ocasiones. Su actitud pasota y macarra le llevará a enfrentarse con los profesores y tampoco será aceptado entre los distintos grupos de compañeros, por lo que será un alumno solitario. Su falta de interés por las clases le llevará a pasar la mayor parte del tiempo en la cafetería, lugar donde se encuentra «atrincherada» La López, que intentará descubrir qué es lo que se esconde tras su personalidad de aparente pasotismo. Temporada 4
- Elvis y Luis Abreu son Villete y BigBang

Los raperos del instituto, que deberán aprender a defenderse de forma más pacífica e intentar controlar sus reacciones. Temporada 3-4
- Juan Luppi es Martín

Se trata de un joven argentino que no termina de adaptarse a su nueva vida en España y que pasará por la consulta de Eva para resolver sus problemas.Temporada 1
- Marta Martín es Maca

Con la ayuda de Eva, Maca, una adolescente obesa que apenas se relaciona con los chicos intentará ganar confianza en sí misma para superar su timidez. Aunque en la primera temporada se soluciona su caso, en la segunda la volvemos a ver siendo humillada por Carla y sus amigas. Temporada 1-2
- Jorge Clemente es Manuel «Manu» Zafra

Tras un aspecto aniñado se esconde un joven aparentemente seguro que proclama sus creencias religiosas y siempre está dispuesto a ayudar a los demás. Es educado, obtiene buenas calificaciones y en su tiempo libre cuida de su abuela, a la que acompaña a la iglesia. En el instituto siempre se ha topado con el rechazo, la incomprensión y el aislamiento de sus compañeros, pero a él no parece importarle, ya que no se siente identificado con los jóvenes de su edad. Sin embargo, su actitud parece ocultar un problema con el sexo opuesto.Temporada 2 y 3
- Miriam Raya es Carla Berlanga

Una joven atractiva, líder de su grupo de amigas (Tania Gallego y Laura Calero), inteligente y con buenas calificaciones. Tiene un fuerte carácter, no admite ninguna crítica y hace sentir mal a los demás por destacar en algo que a ella le pueda hacer sombra. Carla es muy perfeccionista y la terapia dejará al descubierto que sufre un trastorno alimenticio.Temporada 2
- María Ballesteros es María Padrón

La hermana y compañera de piso de la psicóloga, Eva, se trata de una chica responsable, brillante y perfeccionista cuya vida ha dado un cambio radical tras haber sufrido una experiencia que le ha marcado profundamente. Su cáncer se reproduce, esta vez de manera terminal, y se termina marchando a Houston para ver si le encuentran una cura. Regresa al final de la segunda temporada.Temporada 1-2
- Nasser Saleh es Leo Cano

Leo es el típico adolescente chulo, desafiante, guapo y seguro de sí mismo. Ante Eva se presentará como un joven con cierto aplomo y dominio de sí mismo, al que, al parecer, todo le da igual y al que no le gusta acatar las leyes, ni entiende el concepto de sometimiento ante una figura de autoridad. Cuanto más conozca Eva a Leo más atribuirá ese comportamiento rebelde a lo vivido (y sentido) dentro de su ámbito familiar.Temporada 1-2
- Aura Garrido es Esther Espinosa

Esther es una chica alegre y extrovertida, pero sobre todo, madura. Le gustan los hombres mayores, al menos, eso es lo que intenta aparentar. Esther es entusiasta y siempre está haciendo cosas. Lo complicado es que todo es mentira, y es de lo que se dará cuenta Eva con el tiempo. Esther se ha construido un personaje feliz y optimista. Temporada 1-2
- Alfonso Bassave es Pep Companys

Pep es un joven de 27 años, atractivo, decidido, educado, tranquilo pero seguro de sí mismo que llega al Unamuno para ser el becario del Departamento de Psicología. Acabados sus estudios en la universidad con excelentes calificaciones, se trasladó a UCLA a hacer un máster en Psicología Clínica. Más tarde, realizó varios cursos de formación en Nueva York, tres años de estancia en Berlín y Viena y ha trabajado con los mejores terapeutas en las últimas tendencias. Es un niño de familia bien, sin problemas familiares aparentes, de padres con dinero que siempre han trabajado a pesar de tener su vida resuelta. Posiblemente ha estado asesorado por ellos para dirigirle en los gustos que el chico ha tenido. Cuando logra por fin su ansiada plaza de psicólogo del instituto se da cuenta de que no tiene ningún interés en ese trabajo y decide dejarlo, confesándole a Eva las razones de su comportamiento. Temporada 2-3
- Carlos Gavaldá es Jacobo «Jaki» Suárez

Acude a consulta por su adicción a los juegos de simulación bélica en internet, un problema del que ha sido consciente tras reaccionar de forma violenta y descontrolada por un fallo en la conexión a la red. Jaki intentará iniciar relaciones sociales con sus compañeros e incluso se mostrará atraído por una chica, pero tantas horas frente al ordenador le han convertido en un joven con serias dificultades sociales.Temporada 2-3
- Joel Bosqued es José Ignacio «Nacho» Pereira

Nacho está a punto de terminar su segundo día de clase (acaba de incorporarse a su nuevo colegio tras un cambio fulminante de domicilio junto a su familia). Llega puntual, atiende, se muestra obediente... solo un detalle le hace radicalmente diferente de los demás: tras estos dos días de clase todavía no ha pronunciado una sola palabra. Cuando el profesor le insta repetidamente a que responda, el muchacho sufre una crisis de ansiedad que desemboca en la primera de las sesiones con la psicóloga. Eva descubrirá tras la primera sesión que el mutismo del chico es selectivo y que su problema es la timidez, que le ha provocado ser un chico tartamudo, que se avergüenza de ello. Temporada 1-2-3
- Eduardo Ferrés es Andrés Ayala Leiva

Andrés es el segundo más malo de la clase de los malos (la clase de diversificación a la que Eva se tiene que enfrentar). Es chulito, hablador y fiel perro de su amo, Malik. Al cabo de un tiempo decide hacer un cambio en su vida, pero esta determinación llega demasiado tarde, pues muere atropellado por un coche. Temporada 3

### Secundarios
- Álex Martínez es Ulises Bermejo

Es el alumno de Ismael, uno de los más gamberros de su clase.
- Kirian Sánchez es Iván

El hermano de Leo es inteligente, aplicado, no se mete en líos, el típico hijo perfecto. Pero pasó por una época mala y se puso a traficar con pastillas. Cuando Leo lo descubrió le quiso parar y en ese instante Leo se metió en problemas por su culpa (aunque sin mala intención).
- Mario Vedoya es Bernardo Cano Galón

El padre de Leo es muy disciplinario y quiere que sus hijos también lo sean.
- Arantxa de Juan es Mercedes

La madre de Leo nunca abre la boca para no hacer ningún conflicto.
- Javier Tolosa es Marcial Rojo

Marcial es el padre de Hugo. Desde hace 4 años lleva haciendo de padre y madre tras el fallecimiento de su mujer estresándose a él y a su hijo Hugo. Él le enseña tenis a su hijo.
- Mercedes Hoyos es Clara

Clara es la madre de Olivia. Trabaja 15 horas al día y es madre soltera. Eva la ayudará a tener una mejor relación con su hija.
- Andreas Muñoz es Nano

El mejor amigo de Jaki. El también es un fanático a los videojuegos.
- Pedro López Rapado es Diego

El novio de Esther. Un chico bastante inocente que hace que Esther se lo pase bien. Es el delegado de clase.
- Toni Martínez es Carlos Espinosa

El padre de Esther. Es el gran apoyo de su hija y le tiene mucho aprecio. Sin embargo permite que su hija se ocupe totalmente del mantenimiento de la casa.
- Elisabeth Larena es Alba Sorollo Carlan

Alba fue a la consulta de Eva porque se hizo un lío de operarse o no los pechos ya que su padre es cirujano. Su madre Ana Carlan es una actriz famosa.
- Borja Tous es Rodrígo Sorollo Llena

Es el padre de Alba, es cirujano y quiere operar los pechos a su hija Alba.
- Carlos Rodríguez es Josele

Josele es el guitarrista de etnia gitana del grupo creado por Martín. Se descubre que se va a casar, aunque este no quiere.

## Premios y nominaciones

### Premios
- Serie Must! del año (2010).[1]
- Alexandra Jiménez nominada a Premio Iris a la mejor interpretación femenina